# Kungsparadisfågel
Kungsparadisfågel (Cicinnurus regius) är en fågel i familjen paradisfåglar inom ordningen tättingar.

## Utseende och läte
Kungsparadisfågeln är en rätt liten fågel med blå fötter och gul näbb. Hanen har vit buk, lysande rött på ovansidan och ner till övre delen av bröstet, ett metalliskt grönglänsande bröstband med en tunn gul linje ovan samt två trådtunna stjärtpennor som avslutas i en grönglänsande snäckformad skiva. Honan är brun med tvärbandad undersida. Hanen är omisskännlig, honan lik praktparadisfågeln men har gul snarare än blå näbb. Lätet består av en fallande serie med nasala gnyn.

## Utbredning och systematik
Fågeln förekommer i de låglänta skogarna på Nya Guinea och på närliggande öar. Den delas in i två underarter med följande utbredning:
- Cicinnurus regius regius – södra Nya Guinea, Aruöarna och Västpapuanska öarna
- Cicinnurus regius coccineifrons – norra avrinningsområdet på större delen av Nya Guinea samt ön Yapen

### Släktestillhörighet
Kungsparadisfågeln placeras vanligen som ensam art i släktet Cicinnurus. Vissa, som Birdlife International, inkluderar dock de båda arterna i Diphyllodes i släktet.

## Status och hot
Arten har ett stort utbredningsområde, men tros minska i antal, dock inte tillräckligt kraftigt för att den ska betraktas som hotad. Internationella naturvårdsunionen IUCN listar arten som livskraftig (LC).